# Peter Ratcliffe
Peter John Ratcliffe (ur. 14 maja 1954 w Morecambe) – brytyjski lekarz i biolog molekularny. Dyrektor badań naukowych w Instytucie Francisa Cricka.
W 2002 roku został wybrany na członka Towarzystwa Królewskiego w Londynie (Royal Society).
W 2019 roku otrzymał, razem z Williamem Kaelinem i Greggiem Semenzą, Nagrodę Nobla w dziedzinie fizjologii i medycyny za „ich odkrycia jak komórki wyczuwają i adaptują się do dostępności tlenu”.